# Группа личных друзей
«Группа личных друзей» (исп. Grupo de Amigos Personales, GAP) — вооружённое формирование, осуществлявшее обеспечение безопасности чилийского президента Сальвадора Альенде в 1970—1973 годах. Было сформировано из леворадикальных активистов СПЧ и МИР, прошедших обучение на Кубе, оснащалось кубинским оружием. Не имело формальной структуры, не входило в структуру официальной правительственной охраны («детективов») и подчинялось непосредственно президенту Чили. GAP отличалась высоким уровнем боевой подготовки и личной преданностью семье Альенде. Члены GAP идеологически стояли на марксистско-социалистических позициях «Народного единства», однако представители МИР и СПЧ конфликтовали друг с другом. 
11 сентября 1973 года во время военного переворота GAP в течение нескольких часов защищала президентский дворец «Ла-Монеда» и резиденцию президента Чили на улице Томаса Мора от войск и авиации путчистов. После захвата власти военной хунтой ликвидирована, многие активисты GAP были убиты.

## Создание
На президентских выборах 1970 года левые силы Чили консолидировались в блоке Народное единство (UP). Основу UP составили Социалистическая (СПЧ), Коммунистическая, Радикальная партии и Движение единого народного действия. Кандидатом в президенты был выдвинут социалист Сальвадор Альенде. Предвыборная кампания проходила в жёстком противостоянии и накалённой атмосфере. Ближайшие сподвижники Альенде Освальдо Пуччи и Эдуардо Паредес решили создать охранное подразделение для защиты кандидата.
Первым телохранителем Альенде стал отставной офицер-коммандос Марио Мельо — активист Левого революционного движения (MIR). Большая часть охранных кадров набиралась из членов СПЧ. Дочь Альенде Беатрис договорилась о содействии с властями Кубы. Руководство принял чилийский боевик чегеваристской Армии национального освобождения Фернандо Гомес. Консультировал офицер МВД Кубы Тони де ла Гуардиа, специализировавшийся на заграничных спецоперациях.
4 сентября 1970 года Сальвадор Альенде занял первое место на выборах. В тот же день к нему на дом явились семь боевиков MIR, в том числе Марио Мельо и прошедший стажировку в кубинской разведке оперативник Макс Марамбио. Лидер MIR Мигель Энрикес уполномочил их формировать охрану нового президента. Процесс ускорился с конца октября, когда ультраправые боевики убили главнокомандующего вооружёнными силами Чили Рене Шнайдера. Генерал Шнайдер твёрдо стоял на позициях внеполитической законности и признавал победу Альенде. Смерть главнокомандующего заставила беспокоиться за судьбу избранного президента.
Первоначально в группу телохранителей Альенде входили три члена MIR и один член СПЧ. По отзывам Марамбио, никто из них не обладал должными навыками секьюрити — даже собственный кубинский опыт он оценивал скромно. Вооружены они были двумя пистолетами и антикварным охотничьим ружьём, которое превратили в обрез. Жили в частном доме Альенде, ночевали в спальных мешках.
Итог выборов утвердил Национальный конгресс. 4 ноября 1970 года Сальвадор Альенде вступил в должность главы государства. Группа президентской охраны достигла нескольких десятков человек. Единовременная численность составляла порядка 50, в общей сложности через GAP прошли около 120. При этом охрана никак не была конституирована и формализована. Сам Альенде, отвечая на журналистский вопрос в марте 1971 года, следующим образом охарактеризовал своих охранников: «Группа личных друзей, которые сопровождают меня повсюду и готовы отдать жизнь за меня». Так возникло название: Группа личных друзей — GAP.

## Структура
Большинство членов GAP не являлись обученными боевиками или профессионалами охраны. Они лишь проходили на Кубе двухнедельный курс обучения, сводившийся к освоению оружия. Мельо, Гомес, Марамбио представляли скорее исключения. В основном в GAP состояли идеологически мотивированные молодые активисты СПЧ и MIR, рабочие и студенты. Отбор в группу производился аппаратом СПЧ по идейным и физическим данным. Социалисты обычно происходили из бедных кварталов Сантьяго и с трудом осваивали протокол и церемониал. Боевики MIR в GAP, по воспоминаниям Марамбио, подчинялись не ему, а Энрикесу и были ориентированы не на охрану Альенде, а на подавление антиправительственных мятежей.
Группа являлась не только служебным, но и политико-идеологическим фактором леворадикального толка. Члены GAP отличались фанатичной приверженностью идеям чилийской революции и Сальвадору Альенде как её олицетворению. Они действительно готовы были отдать жизнь за «товарища Президента» (что со временем доказали).
Первые полтора года президентства Альенде во главе GAP стоял Макс Марамбио. В 1972 году отношения между правительством Альенде и MIR заметно осложнились. Более радикальные боевики MIR ушли из GAP, причём забрали с собой лучшие образцы оружия. Вышел из GAP и Марамбио, хотя оставался в системе президентской безопасности. Командование GAP принял активист СПЧ Доминго Бланко Таррес, по профессии торговый агент. Политкомиссаром стал студент-социолог Марсельо Шиллинг.
Структурно GAP включала три подразделения: сопровождение, авангард (разведка), гарнизон (охрана резиденций). Эскорт численностью около двадцати человек под руководством Марамбио, затем Бланко Тарреса выполнял функции телохранителей, особенно при передвижениях. Авангард под руководством архитектора-спортсмена из СПЧ Франсиско Аргадоньи заранее проверял обстановку в местах, посещаемых Альенде. Гарнизон из трёх групп по шесть человек в каждой под руководством студента-биолога Хуана Монтильо базировался в местах проживания Альенде — дворце Ла-Монеда, резиденции Томас Мор и частном доме. Социалист Энрике Уэрта, врач по профессии, был комендантом Ла-Монеды.
Передвигалась GAP на автомобилях Fiat 125 голубого цвета. Охранники были вооружены советскими автоматами АК-47, гранатомётами РПГ-7, пистолетами различных марок. Оружие для GAP, заказанное Марамбио, поставлялось с Кубы и из КНДР.

## Деятельность
Члены GAP повсеместно сопровождали президента Альенде, контролировали обстановку, демонстрировали готовность пресечь любую попытку покушения. GAP считалась доверенной силовой структурой, своего рода «преторианской гвардией и политической полицией Альенде». Подчёркнутая идеологизация, демонстративная вооружённость и брутальность, определённая конспиративность c засекречиванием имён создавали вокруг GAP «ауру тайны, а порой и насилия». GAP причислялась в ряд с Полицией политических расследований (PPI курировал Эдуардо Паредес, поставленный во главе Следственной полиции) и тюремно-конвойным управлением (SPC, начальник Литтре Кирога).
Бывали случаи, когда GAP подключалась к оперативным мероприятиям против противников Альенде — ультраправого подполья Родина и свобода, антиправительственно настроенных военных. Добываемая GAP информация, благодаря неформальному, «гибридному» статусу, передавалась не только полиции и карабинерам, но и партийным структурам СПЧ и MIR. Однако из-за отсутствия профессиональных навыков эти действия были малоуспешны. Слежка не удавалась, зато «засвечивалась» военными спецслужбами. Скандальный резонанс вызвал инцидент в Куримоне (область Вальпараисо) 31 марта 1972 года: трое членов GAP в нетрезвом состоянии врезались в столб и были задержаны полицией. При них обнаружилось незарегистрированное оружие и чертежи военных объектов. Именно после этого произошёл разрыв между GAP и MIR.
Отношения GAP с армией, полицией и карабинерами, даже лояльными UP, были весьма натянуты. Во время мятежа «танкетасо» едва не произошло столкновение между GAP и армейским патрулём, поддерживавшим Альенде (с другой стороны, охранными услугами GAP пользовался генерал Пратс). В целом негативно относилась к GAP чилийская пресса. Правая оппозиция ставила вопрос о незаконном вооружённом формировании: Статут о конституционных гарантиях — утверждённый в 1970 году по инициативе христианских демократов как условие парламентского утверждения Альенде — не допускал иных силовых структур, кроме вооружённых сил и корпуса карабинеров. В мае 1972, под впечатлением куримонского инцидента, конгресс принял закон, упорядочивающий статус президентской охраны и ограничивающий её полномочия. В июле 1973 года на GAP пытались возложить ответственность за убийство военно-морского адъютанта Альенде капитана Арайи, но обвинение не удержалось — было очевидно, а впоследствии доказано, что теракт совершили ультраправые.
Несмотря на брутальный имидж, военные противники Альенде не считали GAP серьёзным препятствием. Адмирал Мерино, близкий соратник генерала Пиночета, после посещения Ла-Монеды в начале сентября 1973 называл «смехотворным» оперативно-боевой уровень GAP: «Дети играют в бандитов».

## Бой
Утром 11 сентября 1973 года начался военный мятеж против правительства Альенде. Девятнадцать членов GAP, в том числе Хуан Монтильо, последний раз сопровождали Сальвадора Альенде из Томас Мор в Ла-Монеду. Оборону держали члены GAP, несколько лояльных полицейских и сотрудники дворца — всего около полусотни человек. Защитники Альенде приняли бой. Ни один из них не пытался покинуть осаждённый дворец. Члены GAP вели прицельный автоматный, пулемётный и гранатомётный огонь по наступающим мятежникам. Некоторые из них, запечатлены на последней прижизненной фотографии Альенде.
Но войска хунты Пиночета располагали подавляющим превосходством. После бомбардировки с воздуха генерал Паласиос отдал приказ о штурме Ла-Монеды. После двух часов дня сопротивление было сломлено, дворец взят, Альенде покончил с собой. По официальным данным, со стороны защитников погибли лишь два человека (включая президента), причём оба застрелились. Другие источники утверждают, что в Ла-Монеде были убиты около сорока человек. Большинство из них застрелены не при штурме, а захвачены победителями и казнены без суда — формально «пропали без вести». Значительную часть из них составляли члены GAP.
Доминго Бланко Таррес с двенадцатью бойцами остались организовать оборону в Томас Мор. Около половины десятого они передислоцировались на улицу Моранде, где расположены многие административные здания, в том числе восточное крыло Ла-Монеды. Там их арестовали полицейские, ставшие на сторону хунты. Бланко Таррес, Монтильо, Уэрта, другие захваченные в Ла-Монеде были доставлены в расположение артиллерийского полка Тacna. С того времени — 11—13 сентября 1973 — их следы теряются. Существуют обоснованные предположения о бессудных расстрелах. Вместе с правительством UP перестала существовать GAP.

## Память
Не все члены GAP погибли при военном режиме. Частично они сумели скрыться или эмигрировать. Франсиско Маргадонья стал после восстановления демократии левым общественным деятелем. Марсельо Шиллинг известен как политик, депутат и дипломат. В 1991—1992 Шиллинг возглавлял спецслужбу демократического транзита Офис, сумевшую эффективно подавить ультралевый терроризм MIR и FPMR (за что подвергался ожесточённым обличениям бывших товарищей). Макс Марамбио — крупный кубино-чилийский бизнесмен.
При хунте члены GAP считались преступниками. В современной Чили отношение неоднозначно. Многие чилийцы, особенно сторонники левых сил, считают их героями, защитниками закона и справедливости. Другие, особенно правых взглядов, негативно относятся к идеологии и деятельности. Существует также мнение, что действия GAP объективно играли на руку врагам Альенде и его правительства, способствовали перевороту. Но даже противники GAP обычно отдают должное их идейности, честности и бесстрашию.